# Brech
Brech (Brec'h trong tiếng Bretagne) là một xã ở tỉnh Morbihan trong vùng Bretagne tây bắc Pháp. Xã này có diện tích 40,86 km², dân số năm 1999 là 4500 người. Khu vực này có độ cao từ 0-66 mét trên mực nước biển.
Cư dân của Brec'h danh xưng trong tiếng Pháp là Brechois.

## Tiếng Bretagne
Năm 2007, có 19,8% trẻ em học trường song ngữ ở cấp tiểu học.